# Denise la Bouche
Cet article possède un paronyme, voir La Bouche.
 (juin 2015).
Denise la Bouche, née le 22 janvier 1981, est une actrice pornographique allemande.

## Biographie
Assistante dentaire de métier, Denise entra dans le X sur les conseils d'une amie. Elle est une des actrices X allemandes de tout premier plan, succédant à Gina Wild et Kelly Trump. Elle est sous contrat avec le label allemand Multi Media Verlag. Elle prend sa retraite du X en 2005.

## Récompenses
- 2003 : Venus Awards de meilleure actrice allemande[2]

## Filmographie
- Ariella, die versaute Meerjungfrau
- Best of Anja & Gloria (2003)
- Best of Denise La Bouche (2003)
- Best of Denise La Bouche 2 (2003)
- Best of Inzest (2004)
- Best of Mandy Mystery 2 (2004)
- Best of Uromania 1
- Best of Uromania 2
- Blackout : Wo waren wir letzte Nacht (2003)
- Blutjunge Verführerinnen (2002) - alternative Titel: Endlich 18! Teil 8 / Lolitas: Blutjunge Verführerinnen
- Blutschande : Der Graf und seine lüsternen Nichten!
- Chantals Sex Welt (2000) (als Chantal)
- Chantals Sex Welt 2 (2000) (als Chantal)
- Cinderella (2002)
- Der Deal (2002) (non-sex)
- Die Domina
- Der Hausmeister
- Die Braut die sich nicht traut! (2003) (spielt Tina Klein, non-sex) - alternative Titel: Mia moglie angelo fuori puttana dentro / Opasna mlada
- Das Imperium (2001)
- Das Internat
- Die Mädchen vom Immenhof (2003)
- Die Mädchen vom Kiez (non-sex)
- Die Orgasmusschule - alternative Titel: Die Anal-Schule 3
- Die Orgasmusschule before (2002)
- Die Piss-Königin
- Die Witwe (2001) - alternative Titel: La Vedova / La Viuda
- Das Superweib! (als Denise Young)
- Die Rivalin (2001) - alternative Titel: Car Napping
- Das Schloss Hotel (2002) - alternative Titel: Das perverse Schloss Hotel
- Die Sklaven-Händlerin
- Die Skrupellose (2001) - alternative Titel: Zonder Scrupules
- Die Töchter des Fischers (spielt des Fischers junge Tochter Nadine) - alternative Titel: Las Hijas del Pescador / Ribareva kci / Sperma a Go-Go
- Eiskalte Engel (2001)
- Erotische Fantasien (2004)
- Extra ordinär - alternative Titel: Ordinär
- Ein Fall für die Sitte - alternative Titel: Familie Kowalski
- Ein pikantes Geschenk
- Eine schrecklich nette Familie (2001) - alternative Titel: Die Ehe Hure
- Familien Geschichten (2002) - alternative Titel: Sturmfreie Bude 2
- Fotzenpumpe Extrem 3 (2005)
- Geile Flitter-Wochen (2003)
- German Beauty (2000)
- Gangland 2 (1998)
- Herrin oder Nutte (2003)
- Ich bin der Boss
- Im Sog der Leidenschaft
- In den Arsch gespritzt 1 (als Chantal)
- Intime Beichten unschuldiger Lehrmädchen (2004)
- Jasmin - Vom Mädchen zur Hure
- Jasmin 2 - Vom Babystrich zur Luxushure
- Junge Mädchen alleine zu Hause
- Junge Zicken
- Jungfrauen
- Kelly in der Sexfalle (gemeinsam mit Kelly Trump) - alternative Titel: Eine verhängnisvolle Affäre
- Kelly In Ekstase (gemeinsam mit Kelly Trump)
- Kelly Trump und Denise La Bouche in Extase (2003)
- Kompanie Huren
- Küken 7
- Liquid Lust
- Liquid Lust 2
- Mein Tagebuch: Die intimen Geheimnisse eines Teenagers! (2002)
- Meine verkorkste Hochzeit
- MMV All Stars (2005)
- MMV Casting 2 (2004)
- Nachtschicht in Hamburg
- Pension pervers (2001) (unbezahlt)
- Pension pervers 2
- Plötzlich Prinzessin
- Quickies 5 (2003)
- Reeperbahn ..Wer ist der wahre König vom Kiez (2003)
- Reeperbahn 3 (2004)
- Reeperbahn 4 (2004)
- Sabrina die Klosterschülerin (als Denise Young) - alternative Titel: Das Inzest Internat / Sabrina und der heilige Saft
- Schmutzig, geil und hemmungslos - alternative Titel: Big Mama
- Schmutzige Scheidung
- Schmutzige Spiele im Swinger Club (2003)
- Schulferien auf dem Ponyhof - alternative Titel: Ferien auf dem Ponyhof
- Schöne Bescherung (2001)
- Sex-Skandal im Frauenknast (2002) - alternative Titel: Frauen Hinter Gittern
- Sibel - die wahre Sex-Diva (2004) (gemeinsam mit Dilara) - alternative Titel: Die Sex Diva
- Star Parade (2004)
- Sturmfreie Bude Teil 1 (als Deniese, spielt die Freundin von Tina)
- Sturmfreie Bude Teil 5
- Supergirl: Titten aus Stahl (2001 oder 2002)
- Tatort Toilette (2003)
- Tatort Toilette 3
- Teenies vom Chef verführt (2000) (als Chantal)
- Teufels Weiber - alternative Titel: Denise and Friends
- Titten Parade 11
- Total versaute Fick-Stuten (2003)
- Total versaute Weihnachts Geschichten
- Treulose Tomaten (2000) - alternativer Titel: Seitensprung auf Ibiza
- Trucker
- Töchter der Lust
- Undercover Girls 1 (2003)
- Undercover Girls 2 (2004)
- Uromania 12 (2002)
- Uromania 4 (2000)
- Uromania 6 (2001)
- Uromania 7 (2001)
- Uromania 8 (2002)
- Verbotene Spiele im Studenten-Wohnheim
- Verfickter Albtraum (2005)
- Verkaufe meinen getragenen Slip 1 (2000) (als Chantal)
- Verlockende Falle - alternative Titel: Trieb Diebe
- Verschollen - alternative Titel: Figlie di un dio minore
- Wilde Engel (2003)
- Wildkatzen
- Wildkatzen 7